# Lonchocarpus obovatus
Lonchocarpus obovatus är en ärtväxtart som beskrevs av George Bentham. Lonchocarpus obovatus ingår i släktet Lonchocarpus och familjen ärtväxter. Inga underarter finns listade i Catalogue of Life.